# 龙台站
龍臺站（韓語：룡대역）是朝鮮民主主義人民共和國咸镜南道端川市龍臺洞的一個鐵路車站，属于平罗线。

## 邻近车站
平罗线
汝海津站 - 龍臺站 - 日新站